# 2016-os Formula–1 brazil nagydíj
A brazil nagydíj volt a 2016-os Formula–1 világbajnokság huszadik futama, amelyet 2016. november 11. és november 13. között rendeztek meg a brazíliai Autódromo José Carlos Pace-en, São Paulóban.

## Szabadedzések

### Első szabadedzés
A brazil nagydíj első szabadedzését november 11-én, pénteken délelőtt tartották.
| helyezés | versenyző         | csapat/motor         | elért idő | különbség | futott kör |
| -------- | ----------------- | -------------------- | --------- | --------- | ---------- |
| 1        | Lewis Hamilton    | Mercedes             | 1:11,895  | −         | 32         |
| 2        | Max Verstappen    | Red Bull-TAG Heuer   | 1:11,991  | +0,096    | 29         |
| 3        | Nico Rosberg      | Mercedes             | 1:12,125  | +0,230    | 26         |
| 4        | Daniel Ricciardo  | Red Bull-TAG Heuer   | 1:12,371  | +0,476    | 27         |
| 5        | Valtteri Bottas   | Williams-Mercedes    | 1:13,129  | +1,234    | 36         |
| 6        | Sergio Pérez      | Force India-Mercedes | 1:13,289  | +1,394    | 31         |
| 7        | Nico Hülkenberg   | Force India-Mercedes | 1:13,293  | +1,398    | 33         |
| 8        | Felipe Massa      | Williams-Mercedes    | 1:13,318  | +1,423    | 33         |
| 9        | Sebastian Vettel  | Ferrari              | 1:13,567  | +1,672    | 24         |
| 10       | Kimi Räikkönen    | Ferrari              | 1:13,569  | +1,674    | 26         |
| 11       | Carlos Sainz Jr.  | Toro Rosso-Ferrari   | 1:13,711  | +1,816    | 22         |
| 12       | Danyiil Kvjat     | Toro Rosso-Ferrari   | 1:14,090  | +2,195    | 15         |
| 13       | Jenson Button     | McLaren-Honda        | 1:14,252  | +2,357    | 27         |
| 14       | Fernando Alonso   | McLaren-Honda        | 1:14,296  | +2,401    | 26         |
| 15       | Romain Grosjean   | Haas-Ferrari         | 1:14,507  | +2,612    | 25         |
| 16       | Felipe Nasr       | Sauber-Ferrari       | 1:14,631  | +2,736    | 21         |
| 17       | Marcus Ericsson   | Sauber-Ferrari       | 1:14,654  | +2,759    | 23         |
| 18       | Esteban Ocon      | Manor-Mercedes       | 1:14,827  | +2,932    | 30         |
| 19       | Jolyon Palmer     | Renault              | 1:14,908  | +3,013    | 32         |
| 20       | Pascal Wehrlein   | Manor-Mercedes       | 1:14,948  | +3,053    | 32         |
| 21       | Charles Leclerc   | Haas-Ferrari         | 1:15,391  | +3,496    | 27         |
| 22       | Szergej Szirotkin | Renault              | 1:15,800  | +3,905    | 10         |

### Második szabadedzés
A brazil nagydíj második szabadedzését november 11-én, pénteken délután tartották.
| helyezés | versenyző         | csapat/motor         | elért idő | különbség | futott kör |
| -------- | ----------------- | -------------------- | --------- | --------- | ---------- |
| 1        | Lewis Hamilton    | Mercedes             | 1:12,271  | −         | 41         |
| 2        | Nico Rosberg      | Mercedes             | 1:12,301  | +0,030    | 40         |
| 3        | Valtteri Bottas   | Williams-Mercedes    | 1:12,761  | +0,490    | 47         |
| 4        | Felipe Massa      | Williams-Mercedes    | 1:12,789  | +0,518    | 43         |
| 5        | Daniel Ricciardo  | Red Bull-TAG Heuer   | 1:12,828  | +0,557    | 43         |
| 6        | Max Verstappen    | Red Bull-TAG Heuer   | 1:12,928  | +0,657    | 45         |
| 7        | Sebastian Vettel  | Ferrari              | 1:13,002  | +0,731    | 45         |
| 8        | Kimi Räikkönen    | Ferrari              | 1:13,047  | +0,776    | 24         |
| 9        | Nico Hülkenberg   | Force India-Mercedes | 1:13,299  | +1,028    | 42         |
| 10       | Jenson Button     | McLaren-Honda        | 1:13,440  | +1,169    | 19         |
| 11       | Fernando Alonso   | McLaren-Honda        | 1:13,572  | +1,301    | 18         |
| 12       | Danyiil Kvjat     | Toro Rosso-Ferrari   | 1:13,689  | +1,418    | 46         |
| 13       | Carlos Sainz Jr.  | Toro Rosso-Ferrari   | 1:13,801  | +1,530    | 47         |
| 14       | Sergio Pérez      | Force India-Mercedes | 1:13,918  | +1,647    | 38         |
| 15       | Romain Grosjean   | Haas-Ferrari         | 1:14,074  | +1,803    | 35         |
| 16       | Kevin Magnussen   | Renault              | 1:14,109  | +1,838    | 47         |
| 17       | Felipe Nasr       | Sauber-Ferrari       | 1:14,309  | +2,038    | 40         |
| 18       | Esteban Ocon      | Manor-Mercedes       | 1:14,317  | +2,046    | 46         |
| 19       | Jolyon Palmer     | Renault              | 1:14,436  | +2,165    | 43         |
| 20       | Esteban Gutiérrez | Haas-Ferrari         | 1:14,558  | +2,287    | 42         |
| 21       | Marcus Ericsson   | Sauber-Ferrari       | 1:14,695  | +2,424    | 21         |
| 22       | Pascal Wehrlein   | Manor-Mercedes       | 1:14,958  | +2,687    | 22         |

### Harmadik szabadedzés
A brazil nagydíj harmadik szabadedzését november 12-én, szombaton délelőtt tartották.
| helyezés | versenyző         | csapat/motor         | elért idő  | különbség | futott kör |
| -------- | ----------------- | -------------------- | ---------- | --------- | ---------- |
| 1        | Nico Rosberg      | Mercedes             | 1:11,740   | −         | 19         |
| 2        | Lewis Hamilton    | Mercedes             | 1:11,833   | +0,093    | 21         |
| 3        | Sebastian Vettel  | Ferrari              | 1:11,959   | +0,219    | 14         |
| 4        | Kimi Räikkönen    | Ferrari              | 1:12,027   | +0,287    | 16         |
| 5        | Max Verstappen    | Red Bull-TAG Heuer   | 1:12,077   | +0,337    | 19         |
| 6        | Daniel Ricciardo  | Red Bull-TAG Heuer   | 1:12,287   | +0,547    | 21         |
| 7        | Valtteri Bottas   | Williams-Mercedes    | 1:12,614   | +0,874    | 27         |
| 8        | Jolyon Palmer     | Renault              | 1:12,968   | +1,228    | 19         |
| 9        | Felipe Massa      | Williams-Mercedes    | 1:12,990   | +1,250    | 26         |
| 10       | Fernando Alonso   | McLaren-Honda        | 1:13,002   | +1,262    | 12         |
| 11       | Nico Hülkenberg   | Force India-Mercedes | 1:13,203   | +1,463    | 14         |
| 12       | Sergio Pérez      | Force India-Mercedes | 1:13,231   | +1,491    | 19         |
| 13       | Kevin Magnussen   | Renault              | 1:13,255   | +1,515    | 15         |
| 14       | Carlos Sainz Jr.  | Toro Rosso-Ferrari   | 1:13,293   | +1,553    | 20         |
| 15       | Romain Grosjean   | Haas-Ferrari         | 1:13,344   | +1,604    | 15         |
| 16       | Esteban Gutiérrez | Haas-Ferrari         | 1:13,596   | +1,856    | 16         |
| 17       | Danyiil Kvjat     | Toro Rosso-Ferrari   | 1:13,609   | +1,869    | 13         |
| 18       | Jenson Button     | McLaren-Honda        | 1:13,750   | +2,010    | 9          |
| 19       | Pascal Wehrlein   | Manor-Mercedes       | 1:13,972   | +2,232    | 20         |
| 20       | Felipe Nasr       | Sauber-Ferrari       | 1:13,992   | +2,252    | 14         |
| 21       | Esteban Ocon      | Manor-Mercedes       | 1:14,222   | +2,482    | 21         |
| 22       | Marcus Ericsson   | Sauber-Ferrari       | idő nélkül | –         | 1          |

## Időmérő edzés
A brazil nagydíj időmérő edzését november 12-én, szombaton futották.
| helyezés              | rajtszám | versenyző         | csapat/motor         | 1. rész  | 2. rész  | 3. rész  | rajthely | futott kör |
| --------------------- | -------- | ----------------- | -------------------- | -------- | -------- | -------- | -------- | ---------- |
| 1                     | 44       | Lewis Hamilton    | Mercedes             | 1:11,511 | 1:11,238 | 1:10,736 | 1        | 12         |
| 2                     | 6        | Nico Rosberg      | Mercedes             | 1:11,815 | 1:11,373 | 1:10,838 | 2        | 12         |
| 3                     | 7        | Kimi Räikkönen    | Ferrari              | 1:12,100 | 1:12,301 | 1:11,404 | 3        | 15         |
| 4                     | 33       | Max Verstappen    | Red Bull-TAG Heuer   | 1:11,957 | 1:11,834 | 1:11,485 | 4        | 12         |
| 5                     | 5        | Sebastian Vettel  | Ferrari              | 1:12,159 | 1:12,010 | 1:11,495 | 5        | 13         |
| 6                     | 3        | Daniel Ricciardo  | Red Bull-TAG Heuer   | 1:12,409 | 1:12,047 | 1:11,540 | 6        | 12         |
| 7                     | 8        | Romain Grosjean   | Haas-Ferrari         | 1:12,893 | 1:12,343 | 1:11,937 | 7        | 18         |
| 8                     | 27       | Nico Hülkenberg   | Force India-Mercedes | 1:12,428 | 1:12,360 | 1:12,104 | 8        | 20         |
| 9                     | 11       | Sergio Pérez      | Force India-Mercedes | 1:12,684 | 1:12,331 | 1:12,165 | 9        | 21         |
| 10                    | 14       | Fernando Alonso   | McLaren-Honda        | 1:12,700 | 1:12,312 | 1:12,266 | 10       | 17         |
| 11                    | 77       | Valtteri Bottas   | Williams-Mercedes    | 1:12,680 | 1:12,420 |          | 11       | 10         |
| 12                    | 21       | Esteban Gutiérrez | Haas-Ferrari         | 1:13,052 | 1:12,431 |          | 12       | 14         |
| 13                    | 19       | Felipe Massa      | Williams-Mercedes    | 1:12,432 | 1:12,521 |          | 13       | 11         |
| 14                    | 26       | Danyiil Kvjat     | Toro Rosso-Ferrari   | 1:13,071 | 1:12,726 |          | 14       | 15         |
| 15                    | 55       | Carlos Sainz Jr.  | Toro Rosso-Ferrari   | 1:12,950 | 1:12,920 |          | 15       | 15         |
| 16                    | 30       | Jolyon Palmer     | Renault              | 1:13,259 | 1:13,258 |          | 16       | 11         |
| 17                    | 22       | Jenson Button     | McLaren-Honda        | 1:13,276 |          |          | 17       | 10         |
| 18                    | 20       | Kevin Magnussen   | Renault              | 1:13,410 |          |          | 18       | 6          |
| 19                    | 94       | Pascal Wehrlein   | Manor-Mercedes       | 1:13,427 |          |          | 19       | 8          |
| 20                    | 31       | Esteban Ocon      | Manor-Mercedes       | 1:13,432 |          |          | 22[1]    | 8          |
| 21                    | 9        | Marcus Ericsson   | Sauber-Ferrari       | 1:13,623 |          |          | 20       | 8          |
| 22                    | 12       | Felipe Nasr       | Sauber-Ferrari       | 1:13,681 |          |          | 21       | 8          |
| 107%-os idő: 1:16,516 |          |                   |                      |          |          |          |          |            |

Megjegyzés:
- ↑ 1:  — Esteban Ocon 3 rajthelyes büntetést kapott, mert az időmérő edzésen feltartotta Jolyon Palmert.[2]

## Futam
A brazil nagydíj futama november 13-án, vasárnap rajtolt. A verseny erősen esős körülmények között zajlott, ezért a szokásosnál jóval hosszabb időt vett igénybe. A rajtot 10 perccel eltolták, majd a biztonsági autó mögött vágtak neki a futamnak. A számos baleset miatt kétszer is piros zászlóval kellett megszakítani a versenyt hosszabb időre, a biztonsági autó összesen öt alkalommal járt bent a pályán. Végül sikerült teljesíteni a teljes versenytávot.
| helyezés | rajtszám | versenyző         | csapat/motor         | futott kör | idő/kiesés oka   | rajthely | pont |
| -------- | -------- | ----------------- | -------------------- | ---------- | ---------------- | -------- | ---- |
| 1        | 44       | Lewis Hamilton    | Mercedes             | 71         | 3:01:01,335      | 1        | 25   |
| 2        | 6        | Nico Rosberg      | Mercedes             | 71         | +11,455          | 2        | 18   |
| 3        | 33       | Max Verstappen    | Red Bull-TAG Heuer   | 71         | +21,481          | 4        | 15   |
| 4        | 11       | Sergio Pérez      | Force India-Mercedes | 71         | +25,346          | 9        | 12   |
| 5        | 5        | Sebastian Vettel  | Ferrari              | 71         | +26,334          | 5        | 10   |
| 6        | 55       | Carlos Sainz Jr.  | Toro Rosso-Ferrari   | 71         | +29,160          | 15       | 8    |
| 7        | 27       | Nico Hülkenberg   | Force India-Mercedes | 71         | +29,827          | 8        | 6    |
| 8        | 3        | Daniel Ricciardo  | Red Bull-TAG Heuer   | 71         | +30,486[1]       | 6        | 4    |
| 9        | 12       | Felipe Nasr       | Sauber-Ferrari       | 71         | +42,620          | 21       | 2    |
| 10       | 14       | Fernando Alonso   | McLaren-Honda        | 71         | +44,432          | 10       | 1    |
| 11       | 77       | Valtteri Bottas   | Williams-Mercedes    | 71         | +45,292          | 11       |      |
| 12       | 31       | Esteban Ocon      | Manor-Mercedes       | 71         | +45,809          | 22       |      |
| 13       | 26       | Danyiil Kvjat     | Toro Rosso-Ferrari   | 71         | +51,192          | 14       |      |
| 14       | 20       | Kevin Magnussen   | Renault              | 71         | +51,555          | 18       |      |
| 15       | 94       | Pascal Wehrlein   | Manor-Mercedes       | 71         | +1:00,498        | 19       |      |
| 16       | 22       | Jenson Button     | McLaren-Honda        | 71         | +1:21,994        | 17       |      |
| ki       | 21       | Esteban Gutiérrez | Haas-Ferrari         | 60         | elektronika      | 12       |      |
| ki       | 19       | Felipe Massa      | Williams-Mercedes    | 46         | baleset[1]       | 13       |      |
| ki       | 30       | Jolyon Palmer     | Renault              | 20         | baleseti sérülés | 16       |      |
| ki       | 7        | Kimi Räikkönen    | Ferrari              | 19         | baleset          | 3        |      |
| ki       | 9        | Marcus Ericsson   | Sauber-Ferrari       | 11         | baleset          | 20       |      |
| ni[2]    | 8        | Romain Grosjean   | Haas-Ferrari         | 0          | baleset          | 7        |      |

Megjegyzés:
- ↑ 1:  — Daniel Ricciardo és Felipe Massa 5-5 másodperces időbüntetéseket kaptak, előbbi azért, mert behajtott a boxutcába, amikor az zárva volt, utóbbi pedig azért, mert előzött a biztonsági autós szakasz vége előtt.[4]
- ↑ 2:  — Romain Grosjean a felvezető körén kicsúszott és összetörte az autóját, így nem tudott elrajtolni. A 7. rajtkocka üresen maradt.

## A világbajnokság állása a verseny után
| H   | Versenyzők       | Pont | H   | Konstruktőrök        | Pont |
| --- | ---------------- | ---- | --- | -------------------- | ---- |
| 1.  | Nico Rosberg     | 367  | 1.  | Mercedes             | 722  |
| 2.  | Lewis Hamilton   | 355  | 2.  | Red Bull-TAG Heuer   | 446  |
| 3.  | Daniel Ricciardo | 246  | 3.  | Ferrari              | 375  |
| 4.  | Sebastian Vettel | 197  | 4.  | Force India-Mercedes | 163  |
| 5.  | Max Verstappen   | 192  | 5.  | Williams-Mercedes    | 136  |
| 6.  | Kimi Räikkönen   | 178  | 6.  | McLaren-Honda        | 75   |
| 7.  | Sergio Pérez     | 97   | 7.  | Toro Rosso-Ferrari   | 63   |
| 8.  | Valtteri Bottas  | 85   | 8.  | Haas-Ferrari         | 29   |
| 9.  | Nico Hülkenberg  | 66   | 9.  | Renault              | 8    |
| 10. | Fernando Alonso  | 53   | 10. | Sauber-Ferrari       | 2    |

(A teljes táblázat)

## Statisztikák
- Vezető helyen:
  - Lewis Hamilton: 71 kör (1-71)
- Lewis Hamilton 60. pole-pozíciója és 52. futamgyőzelme.
- A Mercedes 63. futamgyőzelme.
- Max Verstappen 1. versenyben futott leggyorsabb köre.
- Lewis Hamilton 103., Nico Rosberg 56., Max Verstappen 7. dobogós helyezése.